# Jan de Laet
Jan de Laet, de son nom complet Jan Jacob Alfried de Laet, est un poète et homme politique belge né le 13 décembre 1815 à Anvers, alors dans le royaume uni des Pays-Bas et décédé le 22 avril 1891.

## Carrière politique
Il était affilié au Meetingpartij et faisait partie des défenseurs du néerlandais en Belgique. Il est, à ce titre, l'un des précurseurs du mouvement flamand.
Il est également connu pour avoir donné son nom à une loi : la loi de Laet, promulguée le 22 mai 1878 sur l'emploi de la langue flamande en matière administrative, puis abrogée en 1921.

## Poésie